# 21696 Ermalmquist
A 21696 Ermalmquist (ideiglenes jelöléssel 1999 RC52) a Naprendszer kisbolygóövében található aszteroida. A LINEAR projekt keretében fedezték fel 1999. szeptember 7-én.